# کاستا فورتونا
کاستا فورتونا (به انگلیسی: Costa Fortuna) یک کشتی است که طول آن ۲۷۳ متر (۸۹۶ فوت) می‌باشد. این کشتی در سال ۲۰۰۳ ساخته شد.